# الرغبة (فلم 2002)
الرغبة فيلم مصري من إنتاج عام 2002، قصته مأخوذة عن مسرحية تينيسي وليامز «عربة اسمها الرغبة».
تاريخ عرض الفيلم يوافق عيد الأضحى 1422 هـ.

## قصة الفيلم
يحكي الفيلم عن «ليلى» التي تعيش حياة هادئة مع زوجها «حسام» على أحد الشواطئ الساحلية، تفاجأ بعودة أختها الكبرى «نعمت» لكي تعيش معها بعد أن تدهور حالها، يحاول «حسام» اغتصاب «نعمت»، يحاول حسام أن يبحث في ماضي نعمت خاصة بعد وقوع صديقه في غرامها ويكتشف أنها انحرفت بعد أن هجرت منزل أهلها، تتعامل نعمت بتعال واضح مع زوج أختها ويقوم حسام باغتصاب نعمت وهما في حالة سكر شديد وذلك بهدف إذلالها وإفساد كل محاولاتها للتعالي عليه ويسعى إلى منع زواجها بصديقه وفي النهاية تصاب نعمت بالجنون بعد أن تنهار حالتها النفسية.

## بطولة
- نادية الجندي: (نعمة الشبراوي باشا)
- إلهام شاهين: (ليلى الشبراوي زوجة حسام)
- ياسر جلال: (حسام زوج ليلى الشبراوي)
- صلاح عبد الله: (عبد الفتاح)
- صفوة: (حسنية)
- عادل الفار: (إبراهيم)

## فريق العمل
- إخراج: علي بدرخان
- تأليف: رفيق الصبان
- إنتاج: السبكي للإنتاج السينمائي (أحمد السبكي - محمد السبكي)
- توزيع داخلي: اوسكار، النصر
- توزيع خارجي: شركة مصر للفن السابع
- مونتاج: عادل منير
- موسيقى: عمر خيرت
- مدير التصوير: محسن نصر

## وصلات خارجية
- مقالات تستعمل روابط فنية بلا صلة مع ويكي بيانات